# Boteti
Boteti (znana również jako Botletle) – rzeka w północnej Botswanie. Jej długość wynosi ok. 305 km. Początek bierze w bagnach Okawango niedaleko miasta Maun. Początkowo płynie na południowy wschód do jeziora Xau, a następnie skręca na północ i zasila bagna Makarikari.